# Матіяш Василь
Василь Матіяш (англ. Basil Matyash) (26 серпня 1911 с. Павлівка (Івано-Франківський район) Станиславівський повіт, Галичина — 16 червня 1982, Сідней, Австралія) — український диригент, співак-баритон, громадський і пластовий діяч.

## Життєпис
Народився Василь Матіяш у селі Павелче Станиславської області (тепер Павлівка (Івано-Франківський район)) в простій селянській родині. З дитинства Василь виростав у співочій родині, змалку слухав народні та стрілецькі пісні у виконанні великої родини Матіяшів. Навчався у народній школі в Павелчі.
З утворенням ОУН і павелецького осередку ОУН 1934 р. під керівництвом Івана Ставничого вся робота з молоддю села Павелчі була спрямована на виховання національної свідомості. Одними із перших в ОУН вступив Василь Матіяш разом з рідними братами Остап та Іван.
Середню освіту здобував у Станиславівській українській гімназії. Співацькі здібності появилися під час занять співом у домі пароха Уторників о. Михайла Ганушевського. Подальшу освіту отримав у Малій Духовної Семінарії у Львові. Потім Василь став студентом Богословської Академії, де був ректором у той час майбутній Патріярх і Кардинал Йосиф Сліпий. Брав активну участь у чоловічому вокальному квартеті львівських богословів у складі: Івана Задорожного (І тенор), Василя Якуб'яка (II тенор), Василя Матіяша (баритон), В. Василевича (бас).
Вчився у Львівському Вищому Музичному Інституті ім. М. Лисенка, учень відомої оперної солістки Марії Сокіл. У 1943 році закінчив Музичну Академію у Відні дипломом оперного співака. Виступав у театрі м. Грац, Австрія, і в Національному театрі в Мангеймі, Німеччина (1946—1947). Співав в операх «Ріґолетто», «Паяци», «Ля Богема», «Севільський цирульник» та інші. Одружився 1945 з піяністкою Ерною фон Джованеллі. У 1945-48 влаштував понад 100 власних концертів в американській окупаційній зоні Німеччини.
По приїзді 1949 до Австралії організував хори в іммігрантських таборах у Бонеґіллі (англ. Bonegilla) та Олборі (англ. Albury). Поселився в Сіднеї, де працював урядником у лісництві і посвятився музичній, громадській, пластовій і церковній діяльності.
Був засновником 1951 року українського чоловічого хору в Сіднеї «Боян», і до смерті був диригентом, засновником і диригентом хору «Юний Боян» (1962—1975), диригентом церковного хору св. Андрія в Лідкомбі (1968—1982).

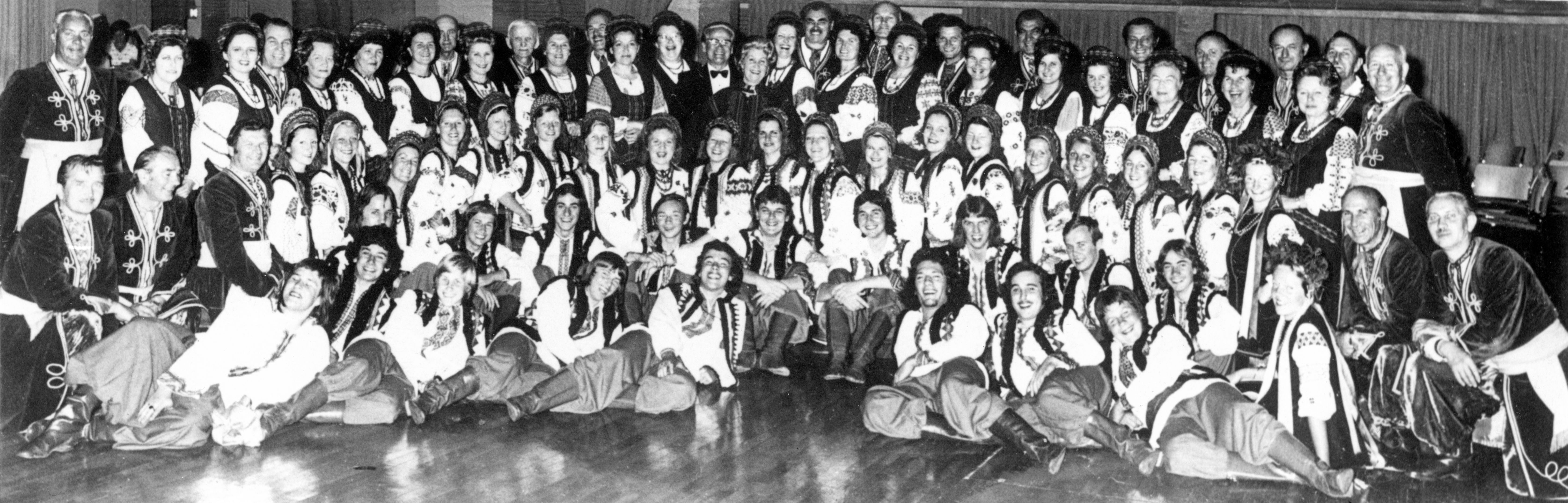
Хор «Боян» під керівництвом Василя Матіяша, і «Український Народний Балет» — мистецький керівник і хореограф — Наталя Тиравська. Фото: під час Шелл Національного фольклорного фестивалю в 1974 р. Сідней, Австралія.

Матіяш був членом управи Союз Українських Організацій в Австралії (СУОА) (1980—1982), голова пластової станиці Сіднея (1962—1964), голова Об'єднання Українських Католицьких Організацій Австралії (1980—1982), співзасновник протиалькогольного товариства «Відродження».
На початок 1950-их рр. записав платівки власного співу, 1975 — хору «Боян» (EMI), 1979 — платівку народних пісень «Співаночки мої».
Помер у місті Сіднеї, похований на цвинтарі Руквуд.